# Civita di Grotte di Castro
Civita di Grotte di Castro è una località sita nel territorio del comune di Grotte di Castro, sede di un'antica città etrusca, il cui nome non è mai stato identificato.

## L'insediamento
L'abitato sorgeva su un pianoro tufaceo, a 447 m d'altitudine, in una località oggi nota come Civita e situata lungo la provinciale che unisce l'attuale comune di Grotte di Castro al lago di Bolsena. 
I primi resti archeologici furono individuati nel 1857 e a lungo fu identificato come sede della città di Tiro, che alcuni scritti bizantini identificavano come luogo natale di Santa Cristina. 
Il sito, individuato per la prima volta da Domenico Golini, presenta una forma allungata con l'asse maggiore orientato in direzione NW-SE, una lunghezza massima di circa m 825 e una larghezza massima di circa m 450, per una superficie complessiva di circa 24 ettari. L'altura non è delimitata da uno strapiombo unitario ma da una serie di gradoni separati da modesti salti di pendenza. Le difese naturali, che risultano pertanto insufficienti, sono state realizzate tramite un sistema di tagli artificiali delle pareti tufacee e la costruzione di opere murarie di cui oggi tuttavia non rimane traccia. Gli unici accessi al pianoro, in antico come oggi, sono situati alle estremità nord-occidentale e sud-orientale e sono collegati da un sentiero che attraversa longitudinalmente il plateau e che conserva in alcuni punti tracce di un basolato stradale.

## Storia

### L'Orientalizzante e l'età arcaica
La documentazione archeologica superstite risulta piuttosto esigua in quanto i lavori agricoli e i mutamenti geomorfologici indotti da opere di sbancamento recenti non hanno consentito la conservazione in superficie di tracce evidenti del tessuto urbanistico etrusco. Il materiale ceramico raccolto dapprima da Pietro Tamburini e, in ultimo, da Filippo Salamone in ricognizioni di superficie attesta tuttavia una occupazione del sito almeno a partire dal VII secolo a.C. con una fioritura nel VI secolo, ipotesi avvalorata dalla datazione di alcune delle necropoli circostanti, certamente afferenti a questo sito.
La quasi totale assenza di materiale ceramico riferibile al V secolo a.C. lascia ipotizzare una decadenza dell'insediamento per tale fase, in parallelo ad un fenomeno ben documentato nel territorio volsiniese, mentre una ripresa insediativa nella metà del IV secolo a.C. è attestata dal materiale ceramico rinvenuto nel sito e dalla tipologia di alcune tombe a camera in località Madonna di Torano, Le Sane e Casale Torano 2°.

### Il periodo tardo etrusco e l'età romana
La fine della fase etrusca dell'abitato è da porsi nella prima metà del III secolo a.C., in concomitanza con la conquista romana del territorio volsiniese. Le evidenze archeologiche riferibili a questa fase, consistenti in una struttura realizzata in opera cementizia, in due cisterne, in un tratto di strada basolata in pessimo stato di conservazione e in scarsissimi frammenti ceramici, lascerebbero supporre una qualche frequentazione del sito in età romana, forse limitata alla presenza di un solo complesso edilizio identificabile, in via del tutto ipotetica, con una villa rustica. In base a questa lettura l'abitato etrusco, situato in una posizione doppiamente strategica (alla confluenza tra gli itinerari che collegavano, da un lato, Vulci con Volsinii e, dall'altro, Vulci con Chiusi e l'Etruria settentrionale interna) in età romana risulta fortemente ridimensionato ad un semplice insediamento produttivo.

### L'età medioevale
La presenza, infine, di piccionaie, forse riferibili ad una fattoria, e di alcuni ambienti scavati nei greppi tufacei, quasi certamente utilizzati come abitazioni, dimostrano ampiamente la frequentazione del sito in età medioevale da parte degli abitanti del vicino borgo di Grotte di Castro.

## Galleria d'immagini

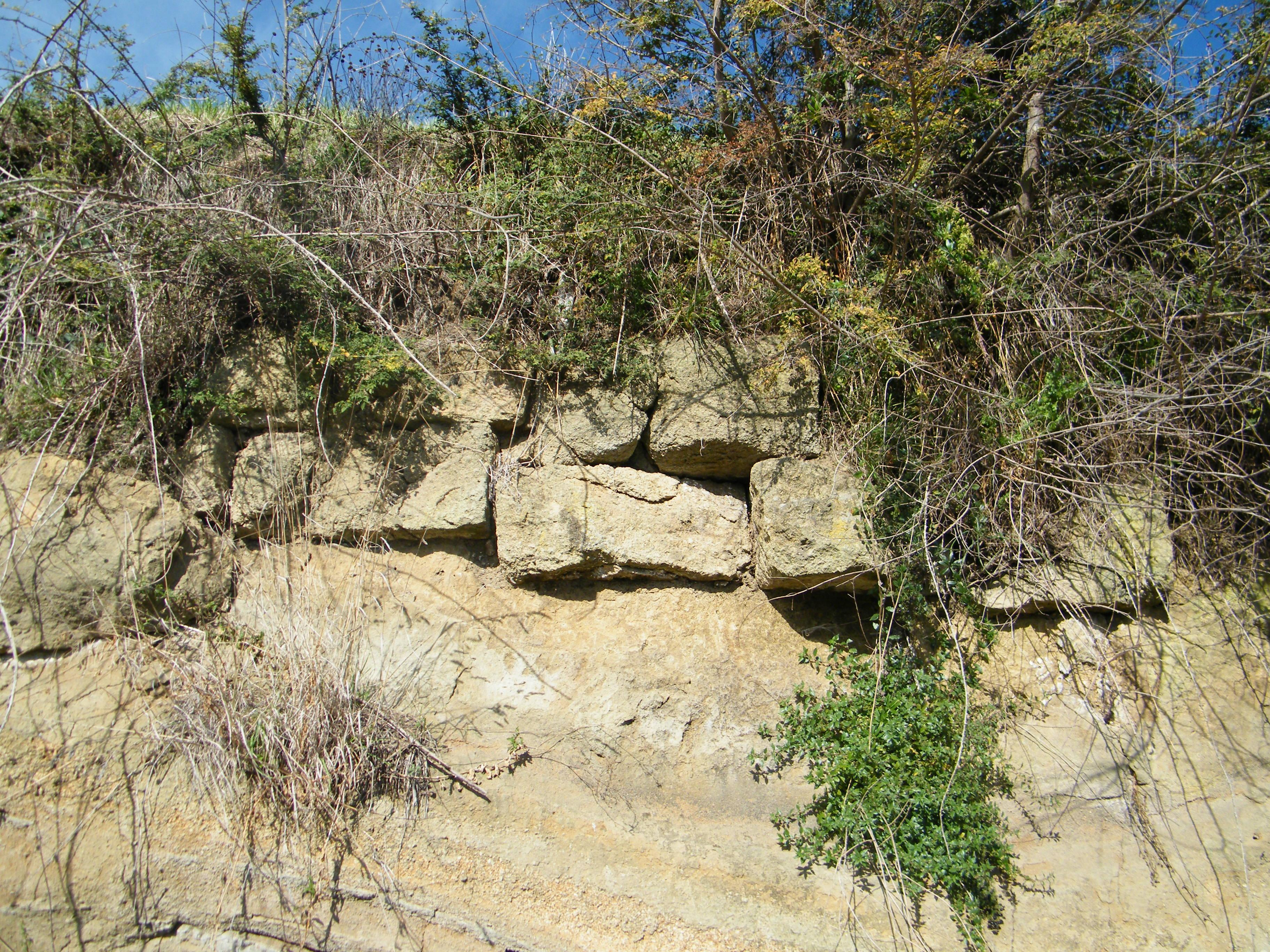
Struttura muraria in opera quadrata in località Civita
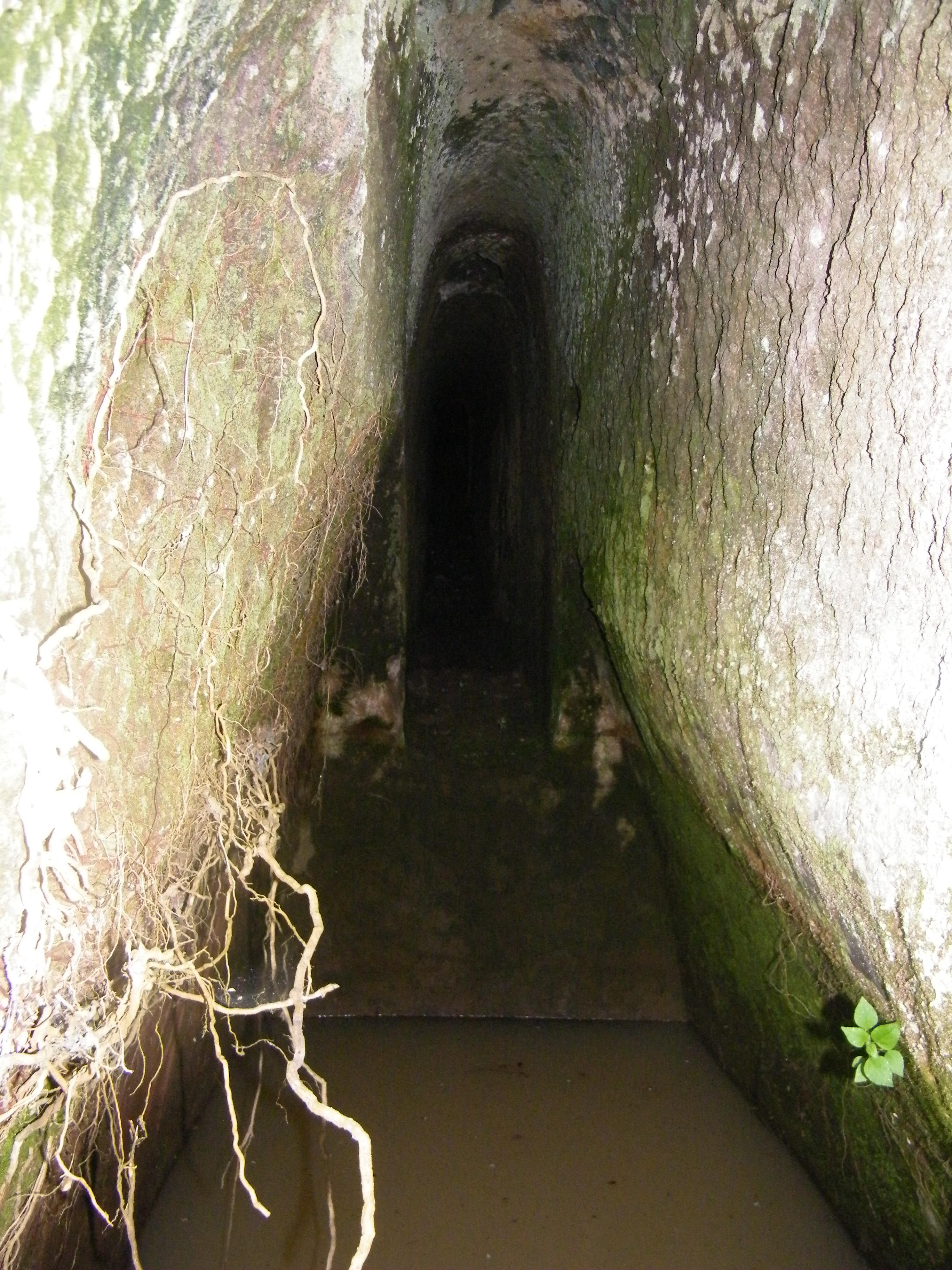
Cunicolo per la captazione delle acque percolanti
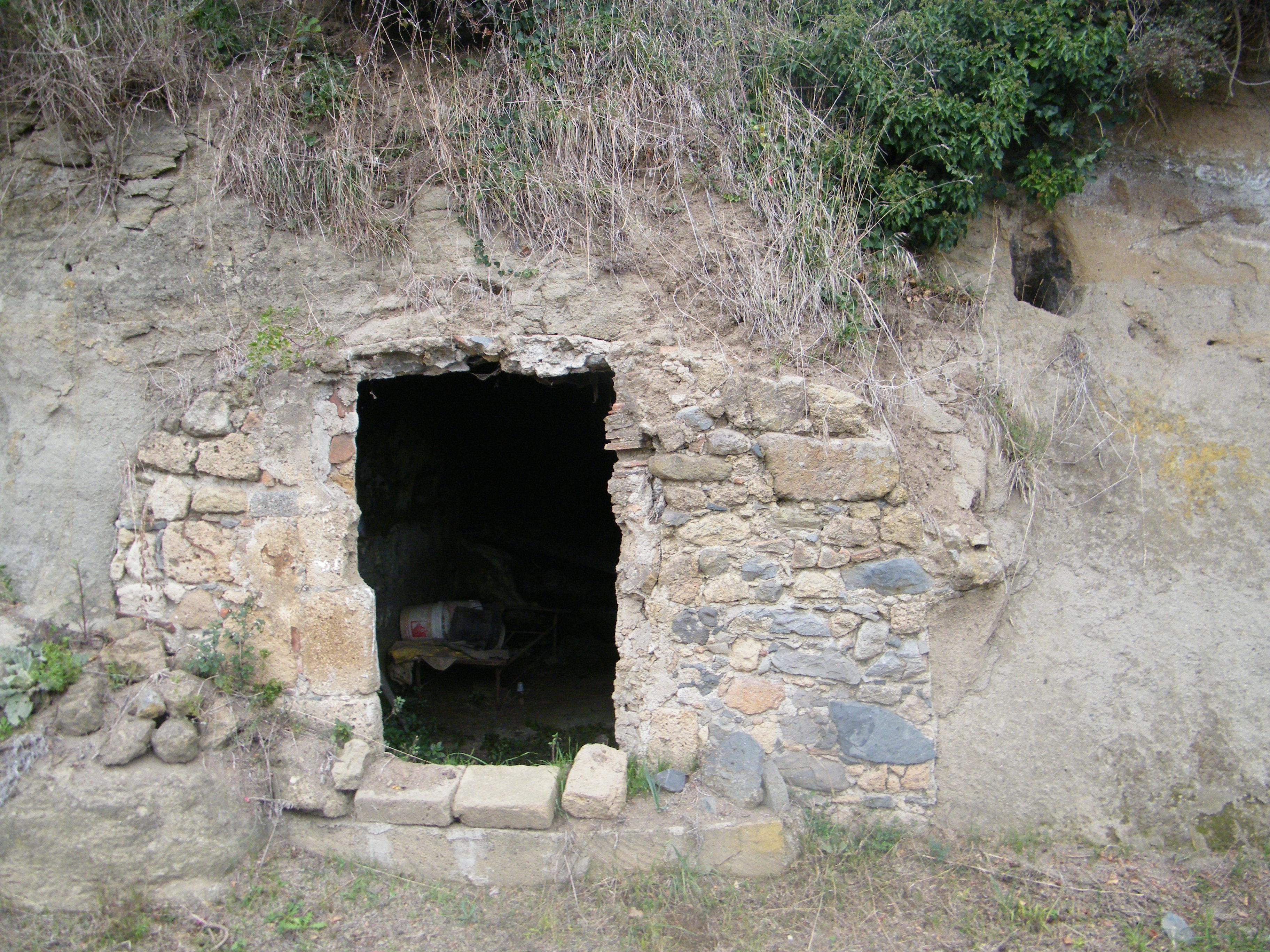
Ambiente scavato nel tufo